# تجارة المحيط الهندي
كانت تجارة المحيط الهندي عاملًا رئيسيًا في التبادلات بين الشرق والغرب عبر التاريخ. حيث جعلت التجارة الطويلة في الداو (سفينة شراعية عربية تقليدية ذات شراع مثلث واحد أو أكثر) والبرواس (وهي أنواع من السفن متعددة الهياكل استخدمتها الشعوب الأسترونيزية) منها منطقة ديناميكية للتفاعل بين الشعوب، والثقافات، والحضارات تمتد من الجنوب الشرقي إلى شرق وجنوب شرق إفريقيا وشرق البحر الأبيض المتوسط في الغرب في عصور ما قبل التاريخ والفترات التاريخية المبكرة. ركزت المدن والدول الواقعة على أطراف المحيط الهندي على كل من البحر والأرض.

## الفترة المبكرة

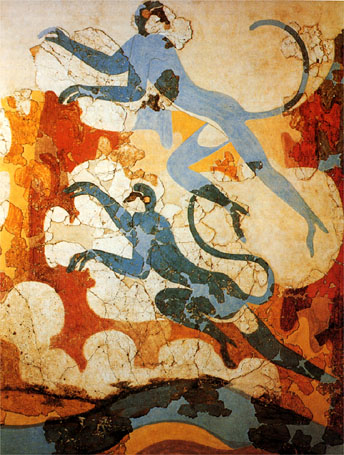
جدارية القردة الزرقاء من أكروتيري: دليل على التبادل التجاري والثقافي بين حضارتي هارابا وبلاد الرافدين عبر تجارة المحيط الهندي

كانت هناك شبكة تجارية بحرية واسعة تعمل بين حضارتي هارابا وبلاد الرافدين في وقت مبكر من منتصف مرحلة هارابا (2600-1900 قبل الميلاد)، حيث تعامل مع الأعمال التجارية «تجار وسطاء من دلمون» (البحرين الحديثة وجزيرة فيلكا الواقعة في الخليج العربي). أصبحت هذه التجارة البحرية لمسافات طويلة ممكنة مع تطوير المراكب المائية المصنوعة من الألواح الخشبية، والمجهزة بعِماد مركزي واحد يدعم شراعًا من القماش المنسوج.
تشهد العديد من المستوطنات الساحلية مثل سوتكاغن دور (مفترق نهر داشت، شمال جيواني)، وسوكتا كوه (على جانب نهر شايدي، شمال باسني)، وبالاكوت (بالقرب من سونمیانی) في باكستان جنبًا إلى جنب مع لوتهال في غرب الهند)، على دورهم باعتبارهم بؤرة استيطانية تجارية هاربية. سمحت الموانئ الضحلة الواقعة عند مصبات الأنهار بانتعاش التجارة البحرية مع مدن بلاد الرافدين.

### شبكة التجارة الهندية المُتَوَسِطِيّة
سلطت دراسة أثرية حديثة الضوء على مجموعة من الأدلة المتزايدة التي تدعم الاتصالات البحرية المباشرة بين مصر في العصر البرونزي والهند عبر البحر الأحمر. اقترح علماء مثل جرجوري بوسيل أنشطة بحرية بين حضارة وادي السند وشرق إفريقيا. امتد النشاط البحري في شبكة تجارة المحيط الهندي الشرقي ليشمل اليابان في وقت مبكر من فترة يايوي (القرن الثالث قبل الميلاد) كما يتضح من اكتشاف خرز المحيطين الهندي والهادئ.

## شبكة التجارة البحرية الأسترونيزية
كانت أول شبكة تجارة بحرية حقيقية في المحيط الهندي من قبل الشعوب الأسترونيزية في جزيرة جنوب شرق آسيا، الذين بنوا أولى السفن العابرة للمحيطات. أنشأوا طرقًا تجارية مع جنوب الهند وسريلانكا منذ عام1500 قبل الميلاد، ما أدى إلى تبادل الثقافة المادية (مثل القطمران، والقوارب ذات أزرع الاستناد، والتنباك) والزراعة (مثل جوز الهند، وخشب الصندل، والموز، وقصب السكر). كما رُبطت الثقافات المادية في الهند والصين. كان الإندونيسيون، على وجه الخصوص، يتاجرون في التوابل (القرفة والسليخة بشكل أساسي) مع شرق إفريقيا باستخدام قوارب القطمران وقوارب ذات أزرع الاستناد وابحروا بمساعدة ريح الغربيات في المحيط الهندي. توسعت هذه الشبكة التجارية لتصل إلى إفريقيا وشبه الجزيرة العربية، ما أدى إلى الاستعمار الأسترونيزي لمدغشقر بحلول النصف الأول من الألفية الأولى بعد الميلاد. استمر حتى العصور التاريخية، وأصبح فيما بعد طريق الحرير البحري.

## الفترة الهلنستية والرومانية
بدأت التجارة بين الهند والمملكة البطلمية اليونانية عن طريق يودوكسيس من سيزيكوس في عام 130 قبل الميلاد. من مصر، يمكن إرسال البضائع إلى الموانئ في جميع أنحاء البحر الأبيض المتوسط. أدى افتتاح المملكة لموانئ البحر الأحمر وتحسين المعرفة بالرياح الموسمية إلى زيادة كبيرة في التجارة.
أدى توحيد إدارة حوض البحر الأبيض المتوسط في ظل الإمبراطورية الرومانية إلى تعزيز التجارة البحرية المباشرة مع الهند وإلغاء الضرائب التي كان يجنيها وسطاء طرق التجارة البرية المختلفة في السابق. بلغت التجارة بين الإمبراطورية الرومانية والهندية ذروتها خلال القرنين الأولين من العصر المشترك، والتي سهَّلها السلام والازدهار الذي نشأ بداية من عهد الإمبراطور الروماني أغسطس (27 قبل الميلاد – 14 ميلادي) وانتهى بالطاعون الأنطوني.

وفقًا لسترابو:
على أي حال، عندما كان غالوس حاكمًا لمصر، رافقته وصعدت النيل حتى أسوان وحدود مملكة أكسوم (إثيوبيا)، وعلمت أن ما يقارب 120 سفينة كانت تبحر من ميناء ميوس هورموس إلى شبه القارة الهندية، بينما في السابق، في عهد البطالمة، غامر عدد قليل جدًا منهم بالقيام بالرحلة ومتابعة حركة البضائع الهندية.

–      سترابو 
يشير ذكر سترابو للزيادة الهائلة في التجارة بعد الضم الروماني لمصر إلى أن الرياح الموسمية كانت معروفة واستُخدمت للتجارة في عصره. استُخدم الكثير من الذهب في هذه التجارة، وعلى ما يبدو أن الإمبراطورية الكوشانية أعادت تدويره من أجل عملاتهم المعدنية، لدرجة أن بلينيوس الأكبر اشتكى من قلة النقد في الهند.